# Mdina
Mdina er en lille by på Malta og øens tidligere hovedstad. Den ligger midt på hovedøen og er omgivet af et fæstningsværk fra middelalderen. Puniske fund fra udgravninger under befæstninger antyder, at området havde betydning for Maltas fønikiske bosættere. Mdina har tilnavnet "Den stille by", og de knap 300 indbyggere bor fortsat inden for bymuren. Byen er knyttet til den nært beliggende by Rabat, der med 11.000 indbyggere er blevet den store af de to, skønt dens navn faktisk betyder "forstad".